# St. Laurentius (Seeben)

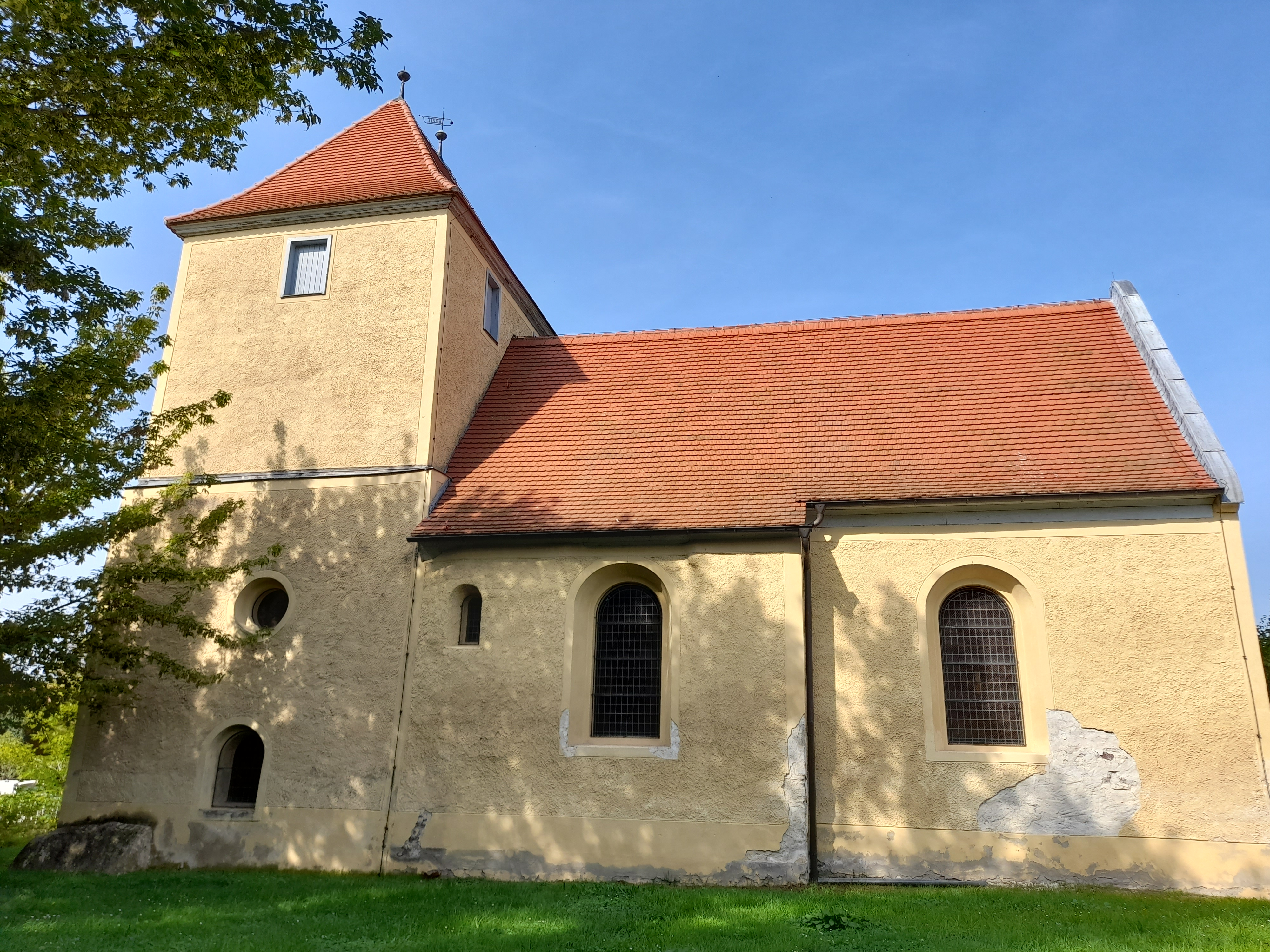
St. Laurentius von Süden

Die evangelische Kirche St. Laurentius befindet sich im Dorf Seeben, heute ein Stadtteil im Stadtbezirk Nord von Halle (Saale). Im Denkmalverzeichnis der Stadt Halle ist die Kirche unter der Erfassungsnummer 094 11515 verzeichnet. Die Kirchengemeinde Halle-Seeben gehört zum Kirchspiel Trotha-Seeben in der Gemeindekooperation Mitte-Nord im Kirchenkreis Halle-Saalkreis der Evangelischen Kirche in Mitteldeutschland.

## Geschichte
Die Kirche des ehemaligen Rittergutes Seeben ist im späten 12. Jahrhundert errichtet und dem heiligen Laurentius geweiht worden. Barocke Umbauten und Erweiterungen erfolgten im Jahr 1692. Neben dem Einbau von Rundbogenfenstern wurden eine Kanzel und ein mit Akanthusschnitzereien verziertes Buchpult aufgestellt.
Anfang des 18. Jahrhunderts drohte die Kirche einzustürzen. Daraufhin erfolgte 1714 eine Erneuerung des Gebäudes und vermutlich die Aufsetzung des oberen zweigeschossigen Turmabschnitts, einer Fachwerkkonstruktion mit rechteckigen Schallöffnungen und Walmdach.
1807 wurde die Pfarrstelle aufgehoben und die Gemeinde St. Briccius in Trotha angegliedert.
Entscheidende Veränderungen erfolgten im Jahre 1899 durch Umbau und die Entfernung der barocken Ausstattung. Man errichtete die nördliche Vorhalle und schaffte eine Orgel der Firma Rühlmann an, die, wie auch ein kleiner Flügelaltar aus dem 16. Jahrhundert, heute als verschollen gilt.
Die Kirche verfiel jahrzehntelang, so dass der Gemeinderat 1976 beschloss, die Kirche aufzugeben, da Geld für eine Sanierung nicht vorhanden war. Die Kirche wurde als Lagerraum der Baubrigade des Kirchenkreises und Werkstatt genutzt; ihr Abriss wurde erwogen. Ab dem Jahre 1995 konnten durch Förderung des Landes und Eigenmittel jedoch zunächst der Turm restauriert und das Dach gedeckt werden. Eine weitere umfassende Sanierung, auch des Innenraumes und der Fenster, erfolgte bis 2005. Die drei Chorfenster und das runde Fenster im Turm wurden 2004 nach dem Entwurf der halleschen Glasgestalterin Annegrete Riebesel hergestellt.

## Beschreibung
Die verputzte romanische Feldsteinkirche ist ein quadratischer Saal, an den sich im Westen ein ebenso breiter quadratischer Turm aus Porphyr und im Osten ein um das Jahr 1300 eingezogener Rechteckchor anschließt. Damit kann die Kirche zum Typ der Chorquadratkirchen gezählt werden, dem „Urtyp“ mittelalterlicher Kirchen.
Die östliche Chorwand wird durch drei, vermutlich aus dem 13. Jahrhundert stammenden Lanzettfenstern durchbrochen. An der Südseite des Saales hat sich ein romanisches rundbogiges Fenster erhalten; in der Nordwand des Chores befindet sich ein Rundbogenportal. Ob das Rundfenster an der Südseite des Turms aus der Bauzeit im 12. Jahrhundert stammt, ist aufgrund seiner Größe unsicher.
Das Innere wird durch eine Flachdecke überspannt. Zwischen Saal und Altar ist ein im romanischen Kirchenbau üblicher Chorbogen eingezogen. Genutzt werden heute noch die mittelalterliche Altarmensa und das Buchpult aus dem Jahr 1692.